# Понте ди Пиаве
По̀нте ди Пиа̀ве (на италиански: Ponte di Piave; на венециански: Ponte de Piave, Понте де Пиаве) е градче и община в Северна Италия, провинция Тревизо, регион Венето. Разположено е на 162 m надморска височина. Населението на общината е 8309 души (към 2010 г.).